# ایتا (شهر)

ایتا (به اسپانیایی: Itá, Paraguay) شهری در کشور پاراگوئه، ناحیه مرکزی است که جمعیت آن در سرشماری سال ۲۰۰۲ میلادی ۱۷٫۴۶۹ نفر بوده‌است.